# 工人道路
工人道路（羅馬化：Rāh-e Kārgar）是伊朗的一个非法的共产主义组织，目前流亡于德国。该组织成立于1978年，最初取名为“工人道路”；1982年，改名为伊朗革命工人组织—工人道路；2008年，在部分成员另立“伊朗革命工人组织执行局”后，该组织恢复原名。
该组织对伊朗的其他左翼党派持批判态度，如伊朗人民党、伊朗人民敢死游击队组织的各个派系和争取工人阶级解放斗争组织。然而，该组织从未像它的左翼竞争对手那样拥有过广泛的群众基础。
该组织认为伊朗伊斯兰革命后建立的神权政权是一个法西斯主义政权。1981年，该组织的一些领导人被伊朗神权政权处决。